# رون ديفيس
رون ديفيس (بالإنجليزية: Ron Davis)‏ هو لاعب كرة قاعدة أمريكي، ولد في 21 أكتوبر 1941 في رونوك رابيدز في الولايات المتحدة، وتوفي في 5 سبتمبر 1992 في هيوستن في الولايات المتحدة.

## وصلات خارجية
- رون ديفيس على موقعبيزبول رفرنس.كوم (الدوري الرئيسي) (الإنجليزية)
- رون ديفيس على موقعبيزبول رفرنس.كوم (الدوري الثانوي) (الإنجليزية)